# Napierśnik (jeździectwo)

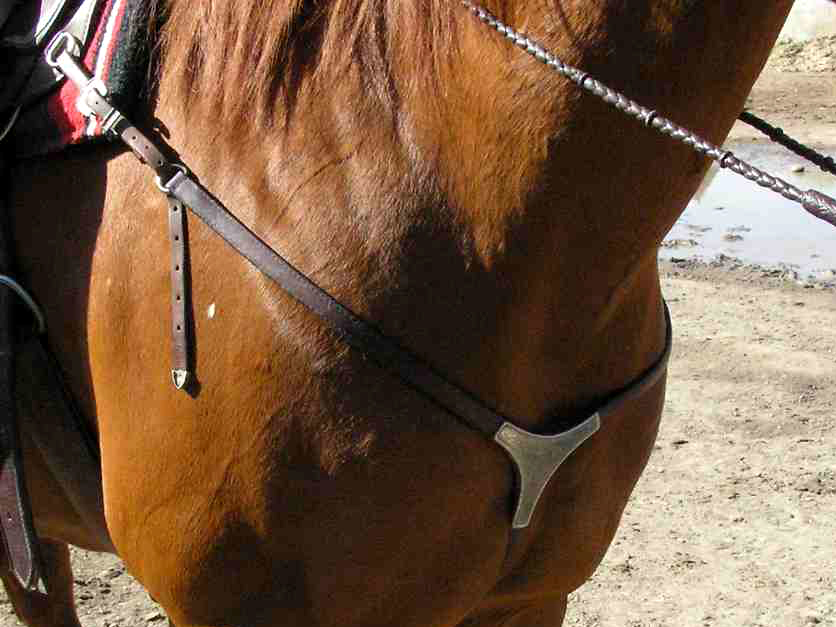
Napierśnik

Napierśnik – część rzędu końskiego, zapobiegająca zsuwaniu się siodła do tyłu, co może być spowodowane budową ciała niektórych koni lub uprawianą aktywnością, zwłaszcza w skokach przez przeszkody czy WKKW.
Napierśnikami zwykło się o określać wszystko, co leży na końskiej piersi, tymczasem fachowe nazewnictwo wyróżnia napierśnik i podpierśnik. Napierśnik jeździecki ma budowę podobną do zaprzęgowego: składa się z pasa piersiowego z pętlami zaczepianymi do popręgu oraz z rzemienia szyjnego, który utrzymuje całość w miejscu. Wytwarzany jest ze skóry lub szerokiej i mocnej gumowej taśmy. Czasem bywa połączony z wytokiem. Napierśniki są współcześnie rzadziej używane, gdyż część jeźdźców uważa, że krępują ruch łopatek konia.